# Lopinavir/ritonavir
Lopinavir/ritonavir (LPV/r), comercializat sub numele de marcă Kaletra, printre altele, este o combinație de doze fixe de medicamente pentru tratamentul și prevenirea HIV/SIDA. Acesta combină lopinavir cu o doză mică de ritonavir. În general, este recomandat pentru utilizarea cu alte medicamente antiretrovirale. Medicamentul poate fi folosit preventiv după înțepături cu ace sau alte metode de expunere potențială. Este administrat oral ca tabletă, capsulă sau soluție.
Efecte secundare comune includ diaree, vărsături, senzație de oboseală, dureri de cap și dureri musculare. Efecte secundare severe pot include pancreatită, afecțiuni hepatice și hiperglicemie. Acesta este frecvent utilizat în timpul sarcinii și pare să fie sigur. Ambele medicamente sunt inhibitori ai proteazei HIV. Ritonavir funcționează prin încetinirea metabolizării lopinavir.
Combinația lopinavir/ritonavir ca un singur medicament a fost aprobată pentru utilizare în Statele Unite ale Americii în anul 2000. Se află pe Lista medicamentelor esențiale ale Organizației Mondiale a Sănătății, cele mai sigure și mai eficiente medicamente necesare într-un sistem de sănătate. Costul în țările în curs de dezvoltare variază între 18,96 și 113,52 de dolari pe lună. În Statele Unite, medicamentul nu este disponibil ca generic și costa peste 200 de dolari pentru aprovizionarea tipică lunară în 2016.

## Utilizări medicale
În 2006, lopinavir/ritonavir face parte din combinația preferată pentru prima linie de tratament împotriva HIV recomandat de către United States Department of Health and Human Services.

## Efecte adverse
Cele mai frecvente efecte adverse observate după administrarea de lopinavir/ritonavir sunt diaree și greață. În studiile clinice cheie, diareea moderată sau severă are loc la până la 27% dintre pacienți, iar greața moderată/severă la până la 16% din pacienți. Alte efecte adverse frecvente includ dureri abdominale, astenie, dureri de cap, vărsături și, în special la copii, erupții cutanate.
De asemenea, au fost observate enzime hepatice crescute și hiperlipidemie (atât hipertrigliceridemie, cât și hipercolesterolemie) în timpul tratamentului cu lopinavir/ritonavir.
Se presupune că lopinavir/ritonavir are grade diferite de interacțiune cu alte medicamente care sunt, de asemenea, substraturi CYP3A și/sau P-gp.
Persoanele cu boli de inimă structurale, anomalii preexistente ale sistemului de conducție, boli cardiace ischemice sau cardiomiopatii trebuie să utilizeze lopinavir/ritonavir cu prudență.
Pe 8 martie 2011, Food and Drug Administration a notificat cadrele medicale cu privire la probleme grave de sănătate care au fost raportate la copiii prematuri atunci când li se administrează lopinavir/ritonavir ca soluție orală, probabil din cauza conținutului de propilen glicol. Agenția recomandă evitarea utilizării la copiii prematuri.

## Istoric
Abbott Laboratories (acum, prin intermediul spinoff-ului Abbvie) a fost unul dintre primii utilizatori ai Advanced Photon Source (APS) de la Argonne National Laboratory. Unul dintre primele proiecte de cercetare întreprinse la APS s-a axat pe proteinele virusului imunodeficienței umane (HIV). Folosind fasciculul APS pentru cristalografie de raze X, cercetătorii au stabilit structuri proteice virale care le-au permis să determine cum să dezvolte inhibitori de protează HIV, o țintă enzimatică cheie care procesează poliproteinele HIV după infecție, funcție care permite ciclului de viață a virusului să continue. Ca urmare a acestei metode de dezvoltare de medicamente pe bază de structură folosind Argonne APS, Abbott a fost capabilă să dezvolte noi produse care inhibă proteaza și, prin urmare, oprește replicarea virusului.
Lopinavir a fost dezvoltat de Abbott într-o încercare de a îmbunătăți versiunea sa mai timpurie a inhibitorului de protează, ritonavir, în special în ceea ce privește proprietățile de legare de proteine serice (reducerea interferențelor serului asupra inhibiției proteazei) și profilului de rezistență HIV (reducerea capacității virusului de a evolua rezistența la medicamente). Administrat singur, lopinavir nu are suficientă biodisponibilitate. Cu toate acestea, precum alți mulți inhibitori de protează HIV, nivelurile sanguine cresc repede alături de doze mici de ritonavir, un inhibitor potent al citocromului P450 3A4 intestinal și hepatic, care altfel ar reduce nivelurile de medicament prin catabolism. Abbott, prin urmare, a ales strategia co-administrării de lopinavir și cu doze sub-terapeutice de ritonavir pentru inhibarea HIV. Prin urmare, lopinavir a fost formulat și comercializat doar ca o combinație de doze fixe cu ritonavir.  
Lopinavir/ritonavir a fost aprobat de Food and Drug Administration (FDA) pe 15 septembrie 2000 și în Europa pe 19 martie 2001. Brevetul său urma să expire în SUA pe 26 iunie 2016.

## Societate și cultură

### Cost
Ca urmare a prețurilor ridicate și a răspândirii infecției HIV, guvernul din Thailanda a emis o licență obligatorie pe 29 ianuarie 2007 pentru a produce și/sau importa versiuni generice de lopinavir și ritonavir. Ca răspuns, Abbott Laboratories a retras înregistrarea pentru lopinavir și alte șapte noi medicamente din Thailanda, citând lipsa de respect pentru brevete a guvernului thailandez. Atitudinea companiei Abbott a fost denunțată de mai multe ONG-uri din întreaga lume, inclusiv Act Up-Paris și un apel public de boicotare a medicamentelor Abbott de ONG-ul AIDES.

### Forme disponibile
Granule stabile la căldură, care pot fi administrate oral, au fost dezvoltate pentru copii.

## Cercetare
În 2020, un studiu non-orb randomizat a concluzionat că lopinavir/ritonavir nu este util pentru a trata formele severe de COVID-19.